# Trebišovská tabule
Trebišovská tabule je geomorfologický podcelek Východoslovenské roviny. Nachází se na západním okraji krajinného celku a na jeho území leží v jižní části jediná geomorfologická část, Velký vrch.

## Vymezení
Podcelek zabírá rovinatou oblast v západní části Východoslovenské roviny, od Vranova nad Topľou po Zemplínské vrchy a řeku Bodrog. V rámci celku sousedí na jihu s Bodrockou rovinou, na jihovýchodě navazuje Latorická a na východě Ondavská rovina. Na severu a západě leží Podslanská pahorkatina, která je podcelkem Východoslovenské pahorkatiny a na jihozápadě se vypínají Zemplínské vrchy. 

## Osídlení
Tato část Východoslovenské roviny patří mezi středně hustě osídlené oblasti a nachází se zde množství obcí. Na severním okraji leží město Vranov nad Topľou, ve střední části Sečovce a Trebišov.

## Doprava
Na severním okraji vede Vranovem nad Topľou silnice I/18 (Prešov–Michalovce), východním okrajem vede jižním směrem silnice I/79 (Vranov nad Topľou – Slovenské Nové Mesto). Západo-východním směrem vede silnice II/552 a silnice I/19 (Košice–Michalovce, v jejímž koridoru vede evropská silnice E50. Rozsáhlým podcelkem vedou také železniční trati Prešov–Humenné, Michaľany–Łupków, Trebišov – Vranov nad Topľou a Košice–Čop. 